# NGC 526

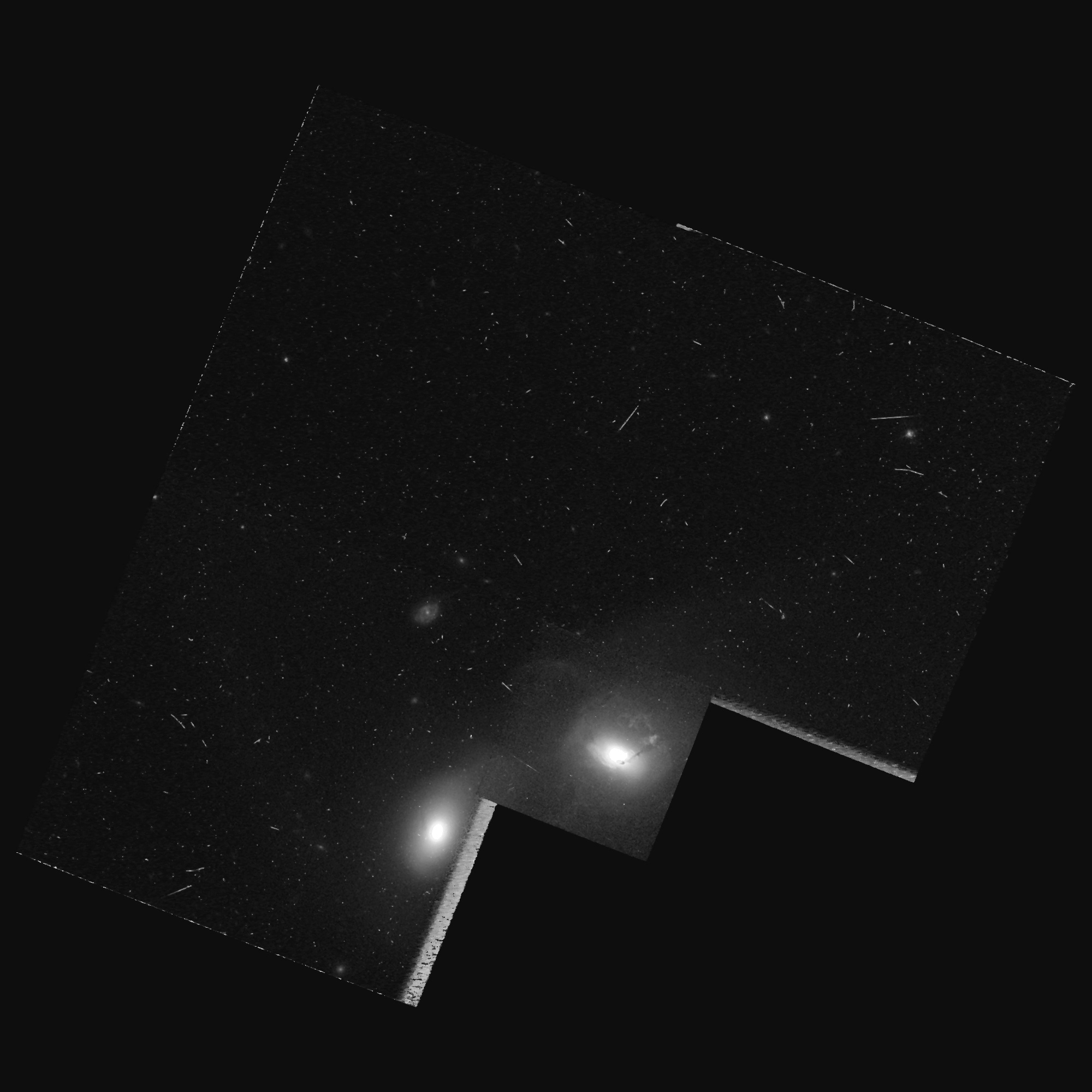
NGC 256 par le télescope spatial Hubble.

NGC 526 est une paire de galaxies lenticulaires située dans la constellation du Sculpteur. Cette paire est constituée de NGC 526A (PGC 5120) et de NGC 526B (PGC 5135). NGC 526 a été découverte par l'astronome britannique John Herschel en 1834.

## Caractéristiques
La vitesse par rapport de la paire par rapport au fond diffus cosmologique est de 5 535 ± 54 km/s, ce qui correspond à une distance de Hubble de 81,6 ± 5,8 Mpc (∼266 millions d'al).